# Locked Nucleic Acid

LNA Monomer

2'-endo und 3'-endo-Konformation der Ribose (oben) und LNA-stabilisierte 3'-endo-Konformation (unten)

Locked Nucleic Acid (Abk.: LNA, deutsch verbrückte Nukleinsäure oder geschlossene Nukleinsäure) ist eine Xenonukleinsäure und besteht aus modifizierten Nukleotiden.
Die Ribose-Einheit der RNA-Bausteine ist in der LNA mit einer zusätzlichen Brücke zwischen dem 2'-Sauerstoff und 4'-Kohlenstoff verknüpft.

Hierdurch wird die Ribose in der 3'-endo- (Nord-)Konformation fixiert und ist strukturell unflexibler als das unmodifizierte Analogon. Dies erhöht signifikant die Hybridisierungseigenschaften (Schmelzpunkt) sowie die Affinität zur Basenstapelung.
LNAs wurden erstmals unabhängig von Takeshi Imanishi et al. und Jesper Wengel et al. synthetisiert.
Das dänische Biotech-Unternehmen Exiqon A/S hat sich im Jahre 1997 die Exklusivrechte an der LNA-Technologie gesichert.
Mit der Übernahme von Exiquon A/S durch Qiagen im Jahr 2020 gelangte die Technologie ins Portfolio der QIAGEN-Gruppe.
Im Gegensatz zu LNA steht UNA (englisch unlocked nucleic acid, deutsch unverbrückte Nukleinsäure).

## Vorteile
Die therapeutische Verwendung von LNA-basierten Oligonukleotiden ist ein aufstrebendes Gebiet in der Biotechnologie.
Die modifizierten Bausteine können wie gewöhnliche Nukleoside in der Festphasensynthese eingesetzt werden.

Einige der Vorteile der LNA-Technologie:
- Ideal für den Nachweis von kurzen RNA- und DNA-Targets
- Erhöhen die thermische Stabilität
- Vollständige Resistenz gegen Exo- und Endonukleasen (folglich hohe Stabilität in vivo und in-vitro-Anwendungen)[9]
- Erhöhte Zielspezifität. Allel-spezifische PCR unter Verwendung von LNA ermöglicht das Design kürzerer Primer, ohne die Bindungsspezifität zu beeinträchtigen.[10]
- Kompatibilität mit standardisierten Enzym-Prozessen